# Пецилиевые
Пецилиевые, или гамбузиевые (лат. Poeciliidae) — семейство лучепёрых рыб отряда карпозубообразных.
В семействе около 300 видов небольших живородящих рыбок, обитающих в пресных, частично солоноватых и морских водах Америки от Калифорнии и Филадельфии в Северной Америке до Эквадора и Уругвая в Южной. Эти небольшие рыбки живут в самых различных водоемах: больших и малых озёрах, тихих речках, бурных потоках. Несколько видов обитают в Панамском канале, в заливаемых морскими приливами эстуариях, морских водах (в 15—30 км от берега). Окраска разнообразная. У многих пецилиевых самцы меньше самок, отличаются они вторичными половыми признаками: «меч» из удлиненных нижних лучей хвостового плавника (у некоторых видов меченосцев), высокий спинной плавник (у одного из видов пецилий — моллиенезии), удлиненный хвостовой плавник (у гуппи).
Большинство живородящих пецилиевых — стайные рыбы. Яркая окраска или пятна помогают рыбам находить представителей своего вида и группироваться в стаю. В стае гуппи мальки «учатся» распознавать особей противоположного пола. Если самцов и самок гуппи с момента рождения отдельно содержать в аквариумах, они не сумеют узнавать рыб другого пола.

## Систематика
- Подсемейство Aplocheilichthyinae (Myers, 1928)
  - Aplocheilichthys (Bleeker, 1863)
  - Hylopanchax (Poll et Lambert, 1965)
  - Laciris (Huber, 1982)
  - Lacustricola (Myers, 1924)
  - Poropanchax (Clausen, 1967)
- Подсемейство Poeciliinae (Garman, 1895)
  - Alfaro (genre) — Альфаро (Meek, 1912)
  - Belonesox Kner, 1860 — Сарганощуки, или белонезоксы
  - Brachyrhaphis (Regan, 1913)
  - Carlhubbsia (Whitley, 1951)
  - Cnesterodon — Кнестродоны (Garman, 1895)
  - Gambusia Poey, 1854 — Гамбузии
  - Girardinus — Гирардинусы (Poey, 1854)
  - Heterandria — Гетерандрии (Agassiz, 1853)
  - Limia — Лимии (Poey, 1854)
  - Micropoecilia (Hubbs, 1926)
  - Neoheterandria (Henn, 1916)
  - Pamphorichthys (Regan, 1913)
  - Phallichthys — Фаллихты (Hubbs, 1924)
  - Phalloceros — Фалоцеры (Eigenmann, 1907)
  - Phalloptychus — Фаллоптихи (Eigenmann, 1907)
  - Phallotorynus (Henn, 1916)
  - Poecilia — Пецилии, или моллинезии (Bloch et Schneider, 1801)
  - Poeciliopsis — Пецилиопсисы (Regan, 1913)
  - Priapella — Приапеллы (Regan, 1913)
  - Priapichthys (Regan, 1913)
  - Pseudopoecilia (Regan, 1913)
  - Кинтаны — Quintana (Hubbs, 1934)
  - Scolichthys (Rosen, 1967)
  - Tomeurus (Eigenmann, 1909)
  - Xenodexia (Hubbs, 1950)
  - Xenophallus (Hubbs, 1924)
  - Xiphophorus (Heckel, 1848)
- Подсемейство Procatopodinae (Fowler, 1916)
  - Cynopanchax (Ahl, 1928)
  - Fluviphylax (Whitley, 1965)
  - Hypsopanchax (Myers, 1924)
  - Lamprichthys (Regan, 1911)
  - Micropanchax (Myers, 1924)
  - Pantanodon (Myers, 1955)
  - Plataplochilus (Ahl, 1928)
  - Procatopus (Boulenger, 1904)